# Anoectangium rivale
Anoectangium rivale är en bladmossart som beskrevs av Jules Cardot 1908. Anoectangium rivale ingår i släktet Anoectangium och familjen Pottiaceae. Inga underarter finns listade i Catalogue of Life.